# Stefan Surzyński

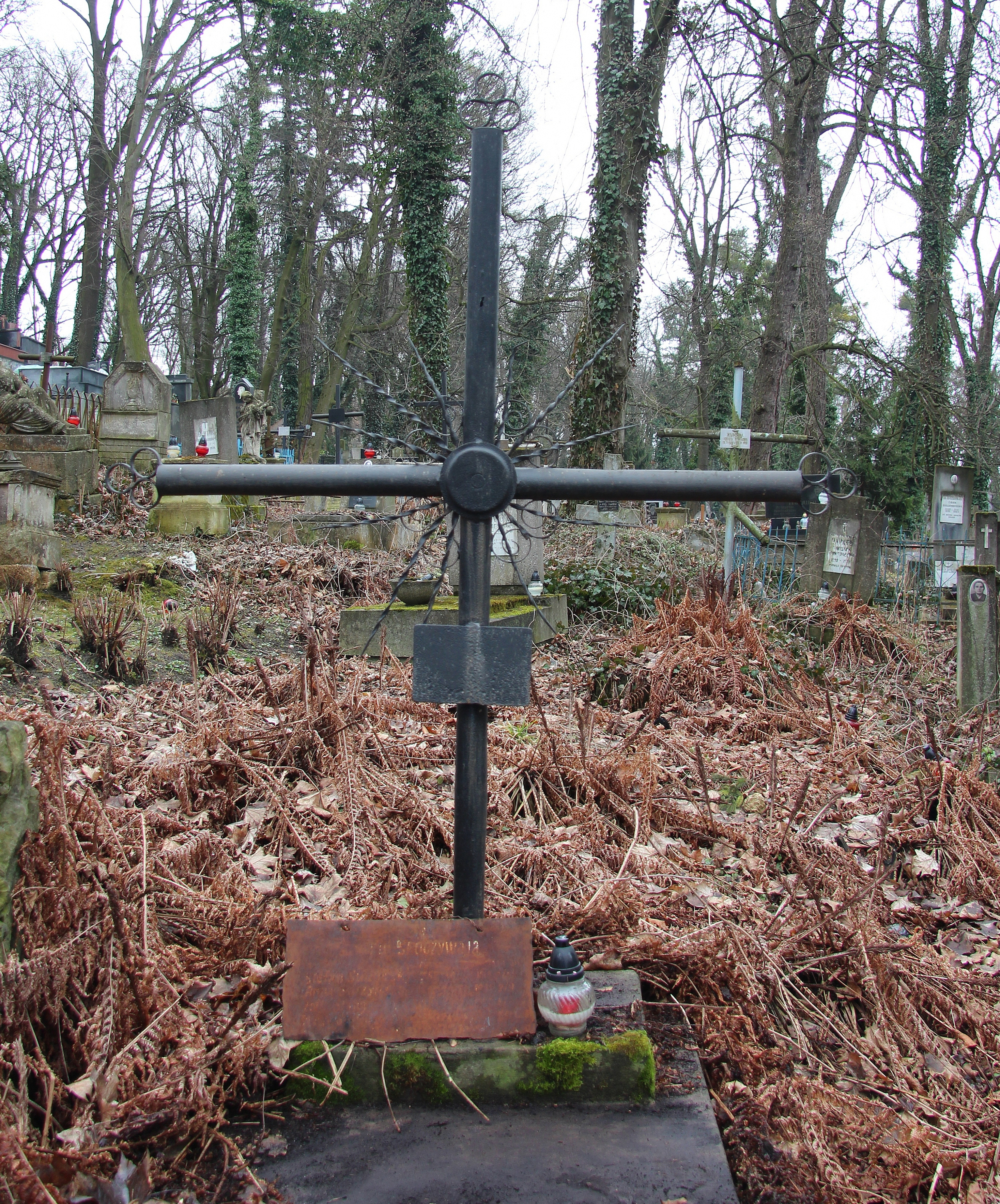

Stefan Surzyński (ur. 31 sierpnia 1855 w Śremie, zm. 6 kwietnia 1919 we Lwowie) – polski kompozytor, organista, dyrygent, nauczyciel muzyki.

## Życiorys
Był synem Franciszka (organisty i nauczyciela muzyki) i Józefy ze Szmytkowskich. Początkowe nauki muzyczne pobierał u ojca oraz starszego brata Józefa. W latach 1878–1880 pracował jako organista w kościele parafialnym w Buku (po śmierci ojca). Przeniósł się następnie do Poznania, gdzie był dyrygentem chóru Stowarzyszenia Śpiewaczego "Stella" oraz pomagał w pracy bratu Józefowi – organiście przy katedrze. Odbył roczny kurs w szkole muzyki kościelnej w Ratyzbonie (1881).
W latach 1887–1888 przez krótki okres pracował w Brzeżanach, gdzie proboszczem był ksiądz Leonard Solecki.
W 1888 osiadł w Tarnowie, gdzie był organistą i dyrygentem chóru katedralnego oraz nauczycielem w szkole organistowskiej; pełnił także funkcję dyrektora artystycznego Towarzystwa Muzycznego. Ostatnie lata życia spędził we Lwowie; także tam pracował jako organista i dyrygent chóru katedralnego (od 1913). Został pochowany na Cmentarzu Łyczakowskim we Lwowie. 
Był twórcą kompozycji organowych, opublikowanych razem z dziełami innego brata, Mieczysława. Z Mieczysławem wydał także zbiór kwartetów męskich Bard i Menestrel. Opracował kilka popularnych śpiewników – Harfiarz, Echo polskie, Lirenka, Śpiewnik kościelny dla użytku organistów (1891). 

## Życie prywatne
Z małżeństwa z Anną z Szulców miał pięcioro dzieci. Jego synem był m.in. znany aktor Władysław.